# Иван Басара
Иван Басара (25. октобар 1988) је српски ватерполиста. Игра на позицији левог крила. Тренутно је члан Црвене звезде. Од 2003. до 2009. је био члан Београда. Од 2009. до 2012. је био члан Војводину, а сезону 2012/13. је провео у Партизану да би потом наступао и за Раднички Крагујевац. На Универзијади у Београду 2009 је освојио бронзу. На кадетском првенству Европе је освојио злато 2005. године. Висок је 188 цм а тежак 92 кг. Број на капици му је 11. Студент је на Универзитету Сингидунум.